# 安川第五郎
安川 第五郎（やすかわ だいごろう、1886年（明治19年）6月2日 - 1976年（昭和51年）6月25日）は、日本の実業家。安川電機社長、九州電力会長、日本原子力発電初代社長、日本原子力研究所初代理事長、日本原子力産業会議会長、1964年東京オリンピック組織委員会会長。玄洋社社員。

## 経歴
安川財閥創始者である安川敬一郎の五男として、福岡県遠賀郡芦屋に生まれる。1906年（明治39年）福岡県立中学修猷館を卒業。同期に緒方竹虎、一年先輩に中野正剛がおり、在学中は玄洋社の明道館で柔道を学ぶ。1909年（明治42年）第一高等学校工科を経て、1912年7月東京帝国大学工科大学電気工学科を卒業し、日立製作所に1年間勤務する。
米国ウェスティングハウスで研修の後、1915年（大正4年）7月、兄の清三郎とともに、株式会社安川電機の前身である、合資会社安川電機製作所を創立し、代表社員となる。1919年（大正8年）12月株式会社安川電機製作所を創業し、常務取締役となり、モーター・電動機に製品を絞り込んで発展して、1936年（昭和11年）2月社長に就任する。第二次世界大戦中、大日本産業報国会理事となり、1942年（昭和17年）1月電気機械統制会会長も務めた。
戦後、1946年（昭和21年）2月石炭庁長官に就任するが、同年9月GHQにより公職追放を受けた（1951年（昭和26年）8月まで）。1946年（昭和21年）11月安川電機取締役となり、1949年（昭和24年）3月安川電機会長に復帰。1951年（昭和26年）12月日本動力協会会長、1955年（昭和30年）5月日本銀行政策委員会委員、1956年（昭和31年）6月日本原子力研究所初代理事長、1957年（昭和32年）11月日本原子力発電初代社長、1960年（昭和35年）5月九州電力会長、1961年（昭和36年）4月九州経済連合会初代会長、1962年（昭和37年）11月日本原子力発電初代社長、1963年（昭和38年）2月東京オリンピック組織委員会会長、1965年（昭和40年）7月綜合警備保障初代会長、1969年（昭和44年）日本産業広告協会初代会長、1971年（昭和46年）3月日本原子力産業会議会長を歴任した。
1970年（昭和45年）に電力・原子力事業への貢献と1964年東京オリンピック運営に尽力した功績により勲一等旭日大綬章を授与される。墓所は冨士霊園。
福岡県北九州市戸畑区にあった自宅跡は、父の安川敬一郎が明治専門学校として設立した九州工業大学の同窓会組織である社団法人明専会が運営するレストラン・結婚式場の「明専会館」となった。

## エピソード
- 東京オリンピック開会式の前日夜半は雨だったが、安川が誠心を持って晴天になるようにと天に祈ると祈りが通じたか開会式当日は雲ひとつ無い快晴になった。以後、安川は揮毫を頼まれると「至誠通天」の四字を表し「何か他の言葉を」と頼まれても「私はこの四文字しか書きません」と言って断った。
- 東京オリンピックで国立競技場の織田ポールに翻った五輪旗は、アベリー・ブランデージIOC会長から組織委員会会長の安川に寄贈されたのち、安川が母校の修猷館高校に寄贈した。かつては運動会の入場行進に使用されたが、現在はレプリカを使用して現物は同校の資料館に額入りで展示されている[7]。

## 親族
- 安川松子 - 妻。鶴原定吉の娘[1]。妹の夫に外交官の杉村陽太郎がいる。
- 安川壮 - 長男、外交官（駐米大使）[8]。岳父は人見次郎 (台湾総督府総務長官)[9]。子の安川壮一は共同通信社で論説委員などを務めた記者で、妻は学者岩瀬孝の娘。
- 安川敬二 - 二男、安川電機元社長・会長[8]。岳父に明石製作所創業者・明石和衛[9]。
- 安川定男 - 三男、国文学者[8]。妻の安川加壽子 は外交官・草間志亨の娘でピアニスト[9]。
- 幾島明 - 四男、医師。幾島家の養子、坪井忠二（地球物理学者）の娘婿[8]。
- 横山敏子 - 長女、参松工業社長・横山康吉の妻[9][注釈 1]。
- 小林照子 - 次女、農林技官・小林晴の妻[9]。
- 山下妙子 - 三女、福岡銀行頭取・山下敏明の妻[9]。
- 松本健次郎 - 次兄、実業家。孫の夫に板東英二がいる。